# Mixed
Mixed (engelska för 'blandad' eller 'blandat') är ett sportbegrepp som innebär att tävlande av bägge kön är tillåtna i samma tävling. Det är alltså herr- och damidrott på samma gång.
Detta förekommer bland annat i lagsporter på amatörnivå, dubbelmatcher (framför allt i tennis), sporter med viktklasser (till exempel judo) och i hästsport.